# Tuber macrosporum
Tuber macrosporum (Carlo Vittadini, 1831) din încrengătura Ascomycota în familia Tuberaceae și de genul Tuber,  denumit în popor trufă cu spori mari  sau trufă usturoiată, este o ciupercă comestibilă care coabitează cu rădăcinile de arbori, formând micorize. Acest soi destul de rar este o specie foarte pretențioasă la condițiile climatice și de sol. Se dezvoltă în România subteran în regiuni mai calde din sudul țării și Ardeal, preferind terenuri calcaroase și argiloase, dar de asemenea cele aluvionare și inundabile, din apropierea apelor, fiind foarte sensibilă la îngheț. Arborii simbionți preferați sunt stejarul și fagul prin pădurile rare de foioase pe pante expuse la soare. Timpul apariției este din septembrie până în decembrie.

## Taxonomie
Specia a fost descoperită, descrisă și ilustrată de micologul italian Carlo Vittadini, de verificat în lucrarea sa Monographia Tuberacearum din 1831. Acest taxon este valabil până în prezent (2019). Mai există sinonimul Tuber rhenanum a renumitului micolog Leopold Fuckel din 1870.
Probabil însă prim-descrierea i se cuvine savantului francez Pierre Bulliard care a menționat și pictat specia ca Tuber cibarium subcinereum alliaceum în volumul 1 al operei sale Histoire des champignons de la France din 1791.

## Descriere

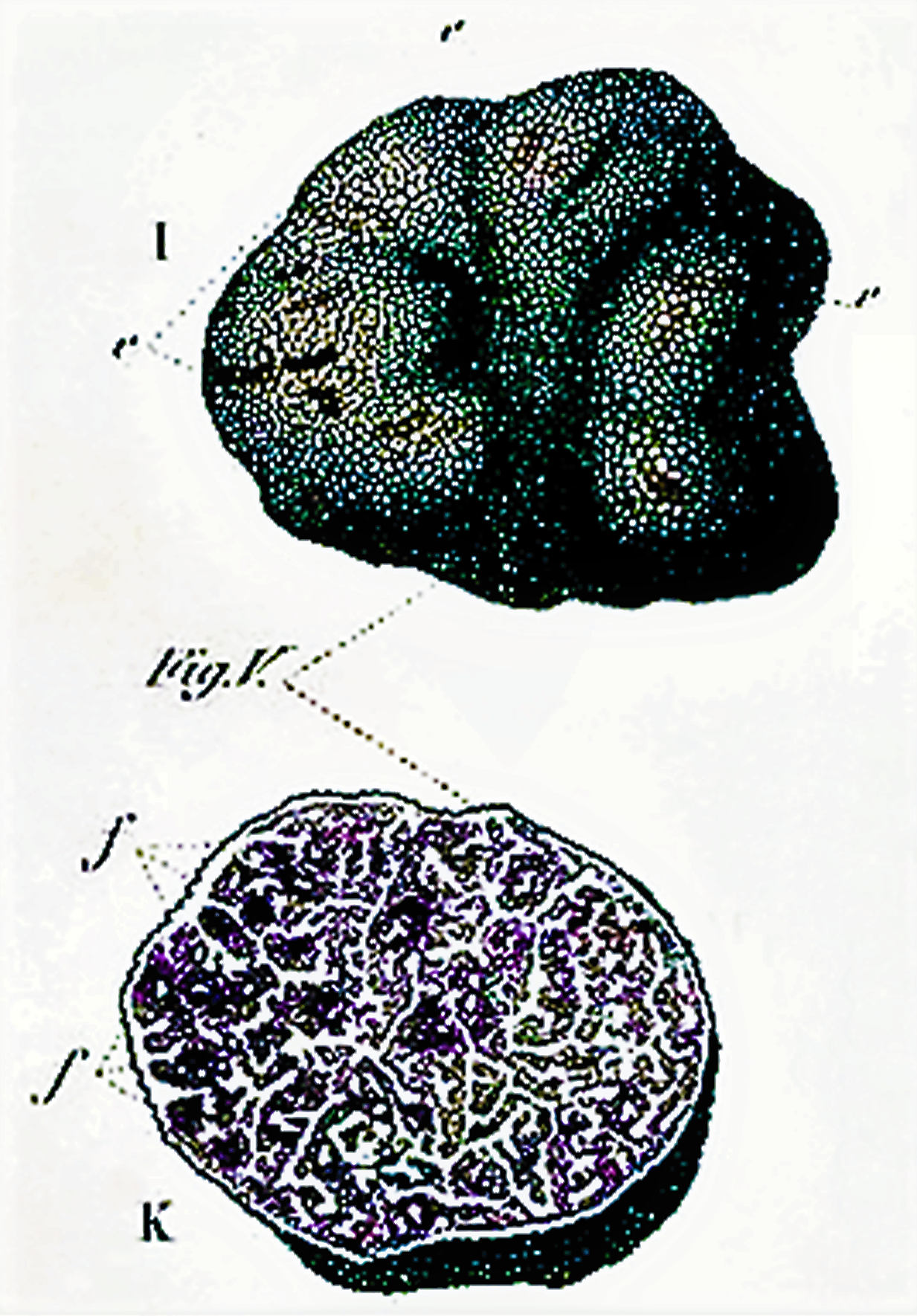
Vittad.: T. macrosporum

- Corpul fructifer: se dezvoltă subteran, de obicei la o adâncime de 5-15 cm, având în mod general un diametru de maximal 5 cm, fiind sferic până turtit neregulat. Peridia (înveliș al corpului de fructificație la unele ciuperci)[10] destul de groasă (150-300 µm) care nu poate fi decojită, este acoperită cu mici poligoane iregulare și aplatizate de numai 0,5-2 mm, cuticula fiind câteodată aproape netedă, de exemplu la exemplarele recoltate în habitatele din Transilvania.[11] Coloritul pe exterior variază de la brun roșcat la negricios, fiind gălbuie pe partea inferioară. Gleba este fermă, solidă, maro-purpurie, dar neagră la maturitate, fiind străbătută de numeroase vinișoare meandre mai largi sau mai subțiri de culoare albă.
- Piciorul:  nu există.
- Carnea: este fermă și compactă, mirosul fiind aromatic, amintind de usturoi sau brânză fermentată, asemănător trufei albe de Piemont, iar gustul și el foarte savuros.
- Caracteristici microscopice: are spori pentru ciupercile acestui gen foarte mari, măsurând  fără ornamente 42-85 x 30-60 microni, sunt elipsoidali, hialini (translucizi), reticulați țepos până verucos. Mărimea depinde și de numărul sporilor în asce. Pulberea lor este brun-roșcată. Ascele cu o tulpină scurtă sunt sub-globuloase până elipsoidale, cu o mărime de 90-130 x 65-80 microni, conținând 1-4 spori, în regulă trei.
- Reacții chimice: nu sunt cunoscute.[3][4]

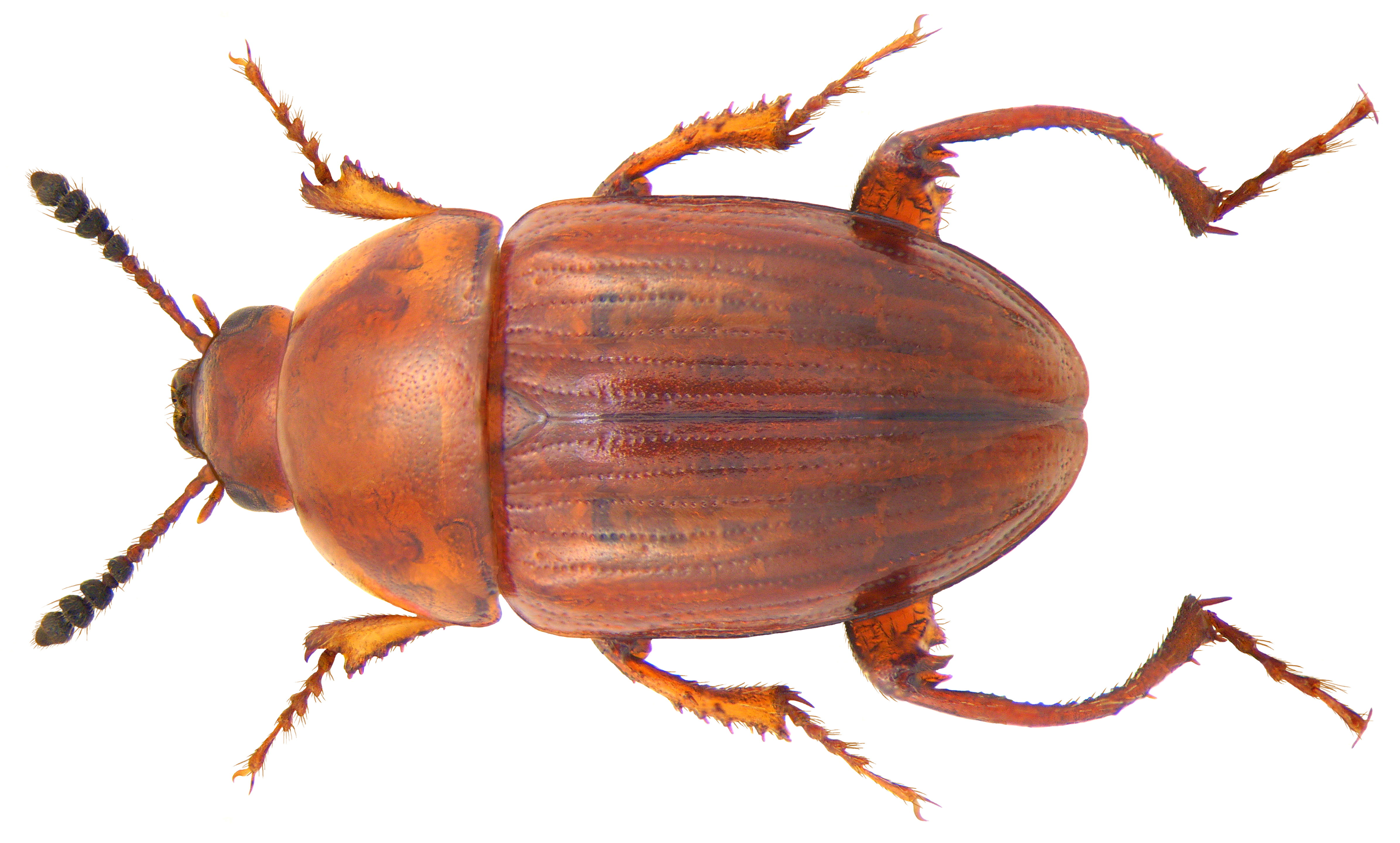
Leiodes cinnamomea
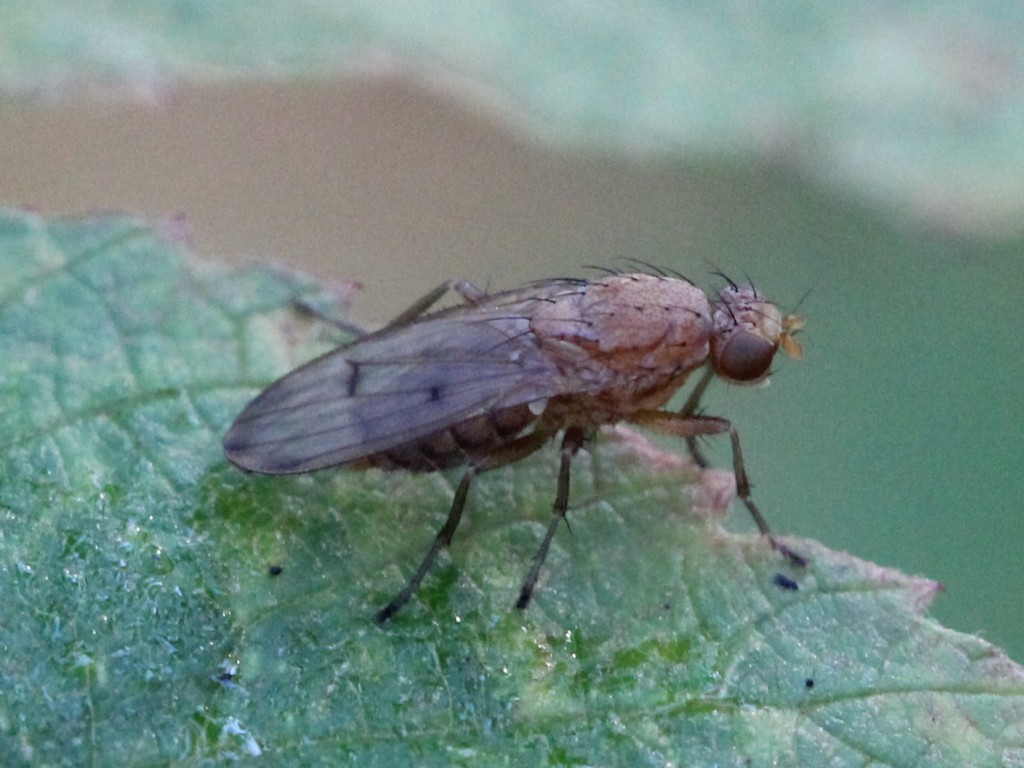
Suillia affinis
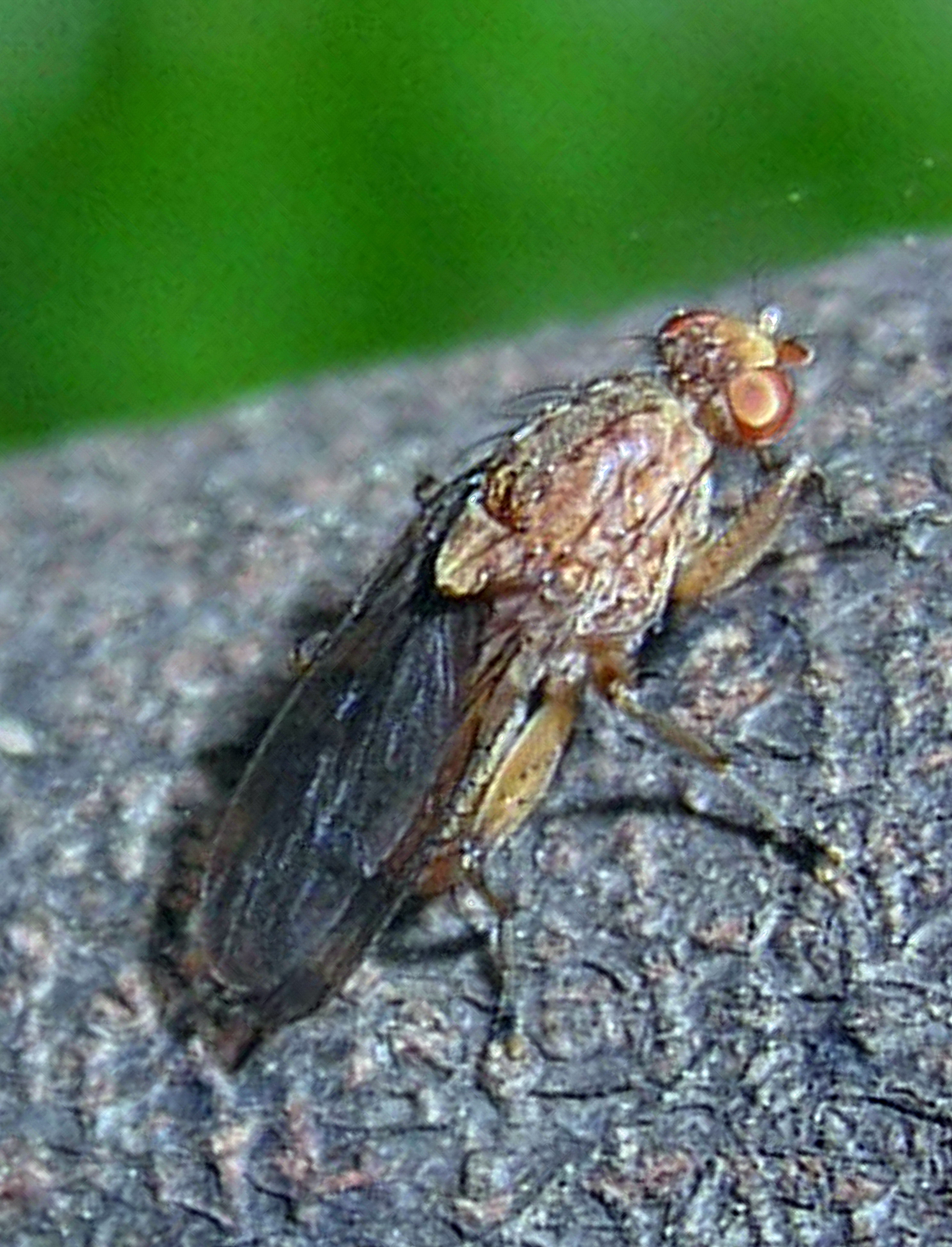
Suillia fuscicornis
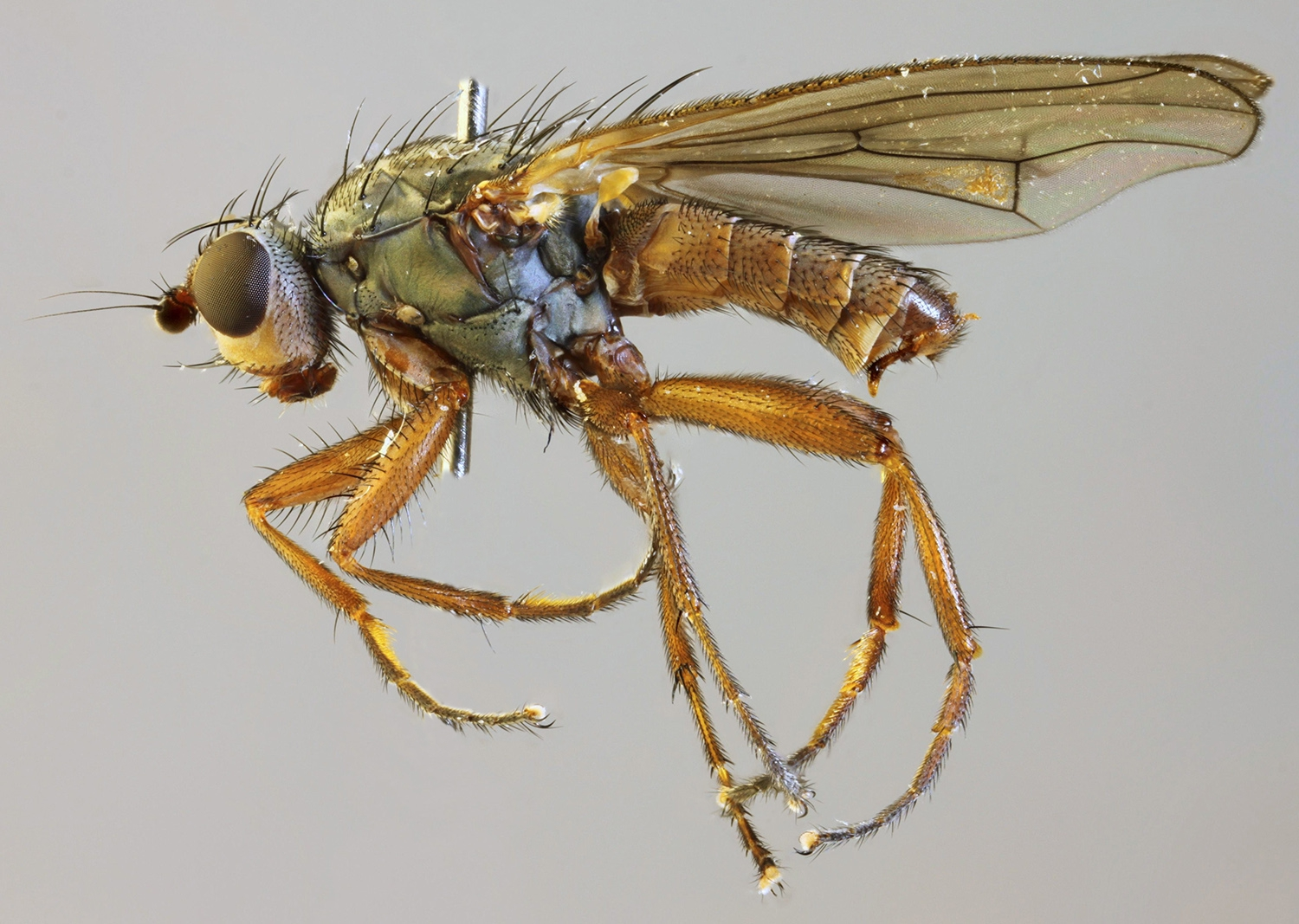
Heleomyza serrata
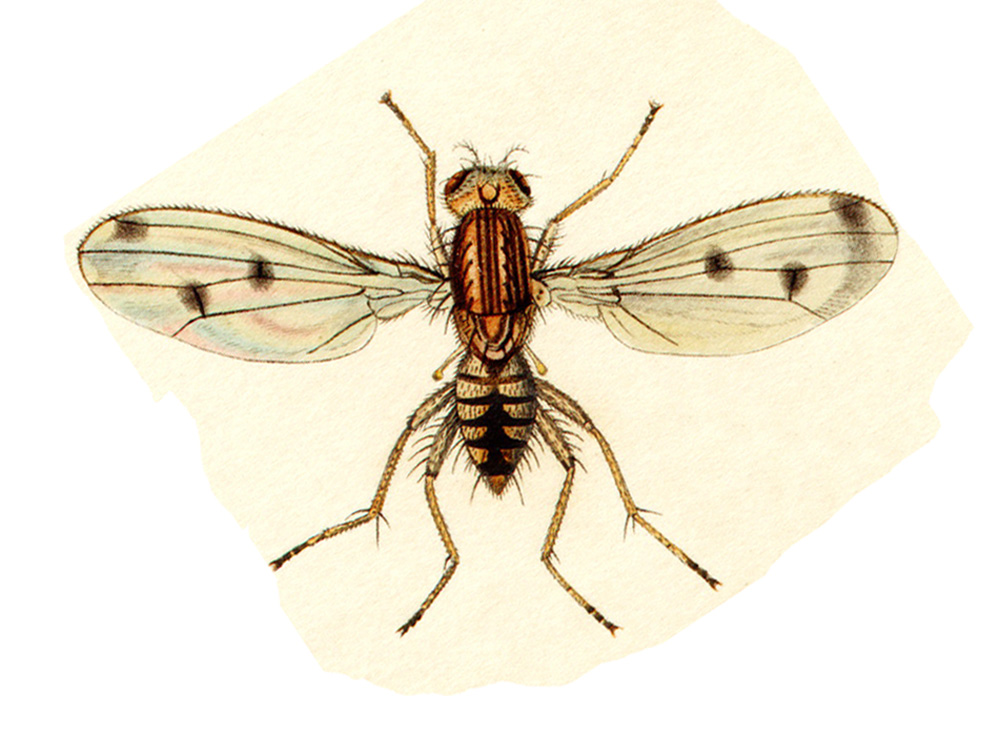
Helomyza tuberivora

## Specificitate
În regulă specia se descoperă cu ajutorul de câini sau porci (aceștia cu botniță, de altfel ar mânca bureții) dresați. În lunile septembrie și octombrie pot fi depistate și după prezența a lui Leiodes cinnamomea (gândac de trufă) sau a muștelor de trufă de genul Heleomyza (Heleomyza serrata, Helomyza tuberivora) sau de genul Suillia (Suillia affinis, Suillia fuscicornis).

## Confuzii
Această specie poate doar fi confundată cu specii asemănătoare ale acestui gen, cu toate comestibile, cum sunt: Tuber aestivum, Tuber brumale, Tuber indicum, Tuber melanosporum, Tuber mesentericum sau Tuber uncinatum.

## Specii asemănătoare în imagini

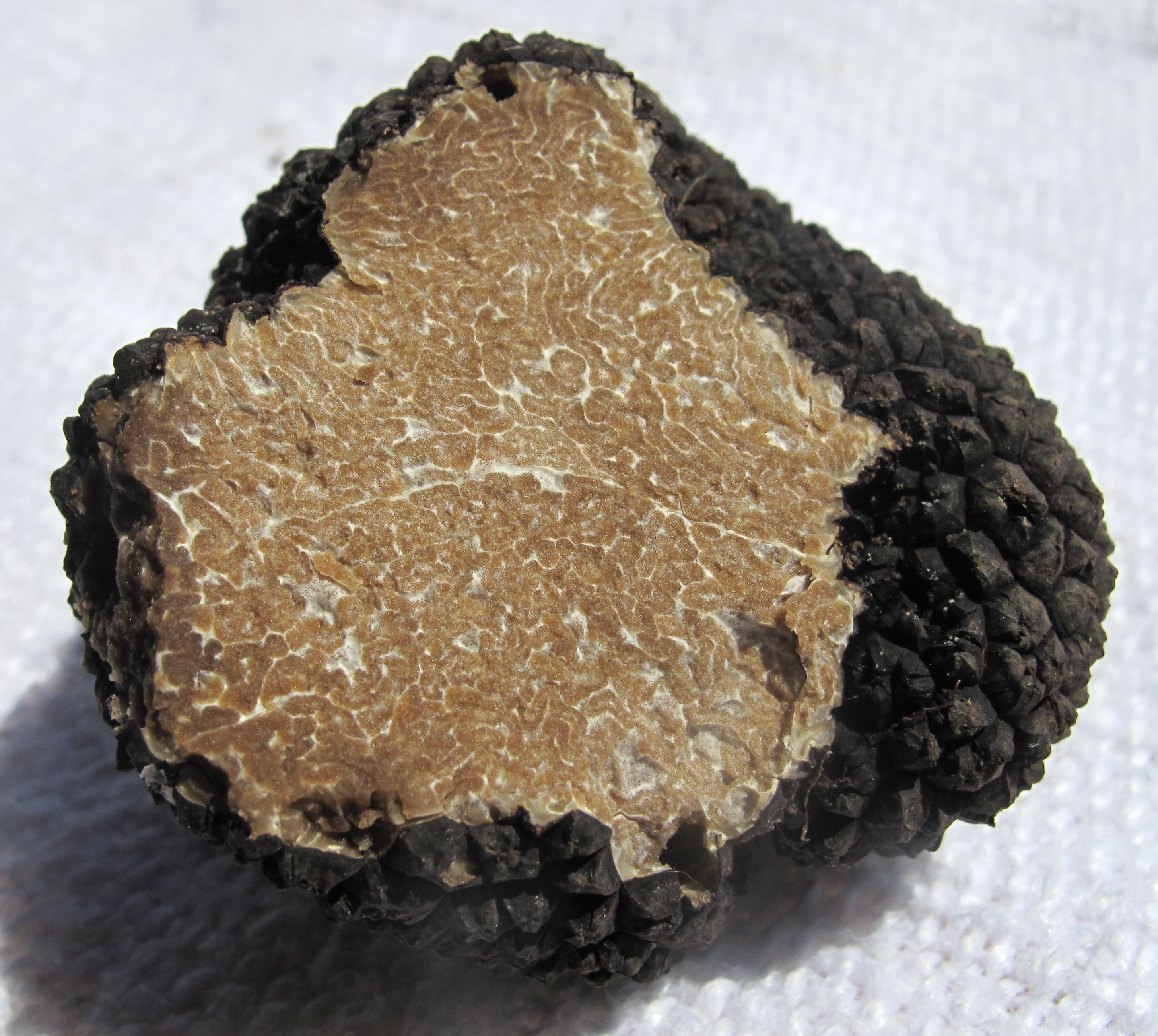
Tuber aestivum
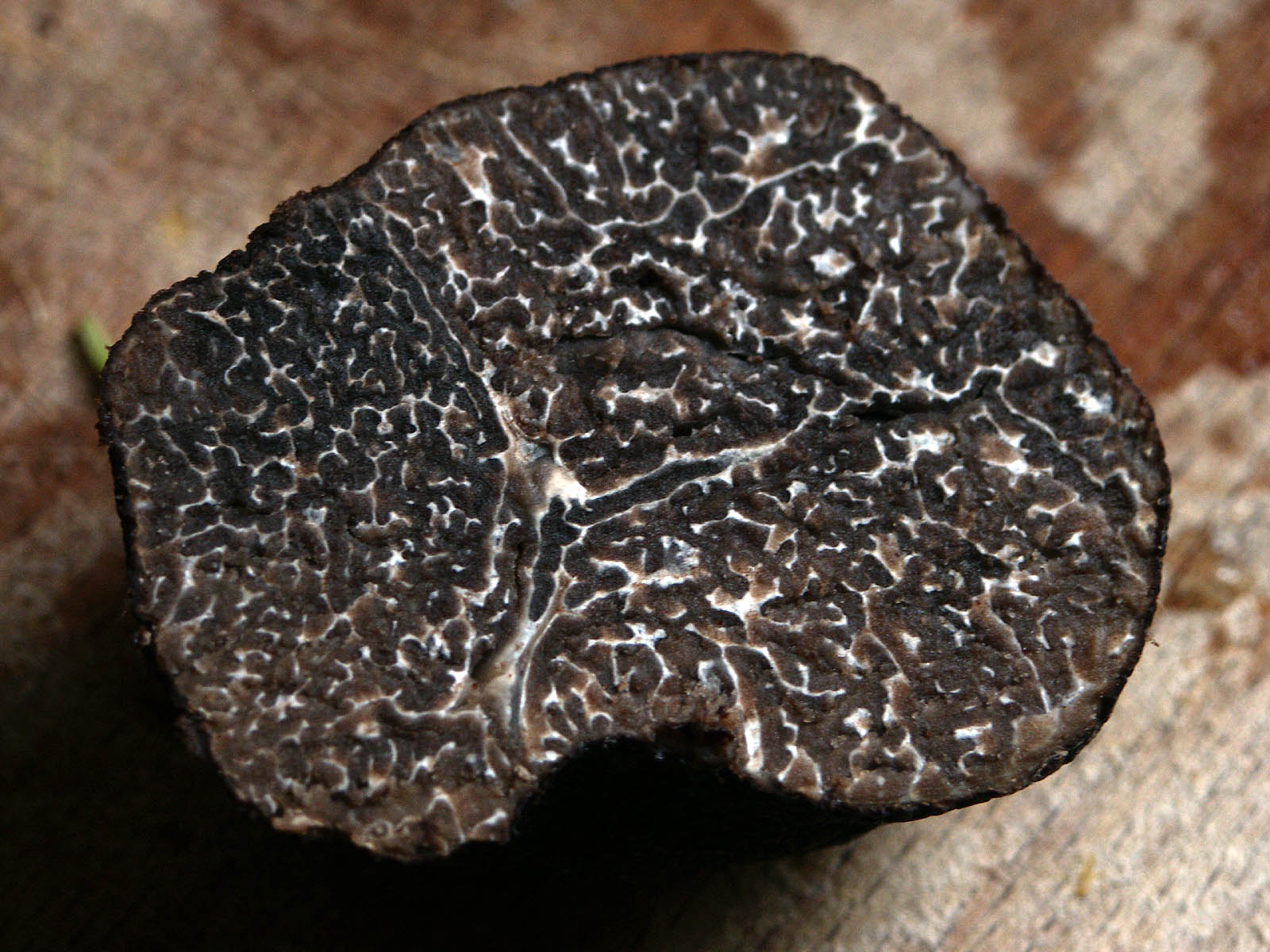
Tuber brumale
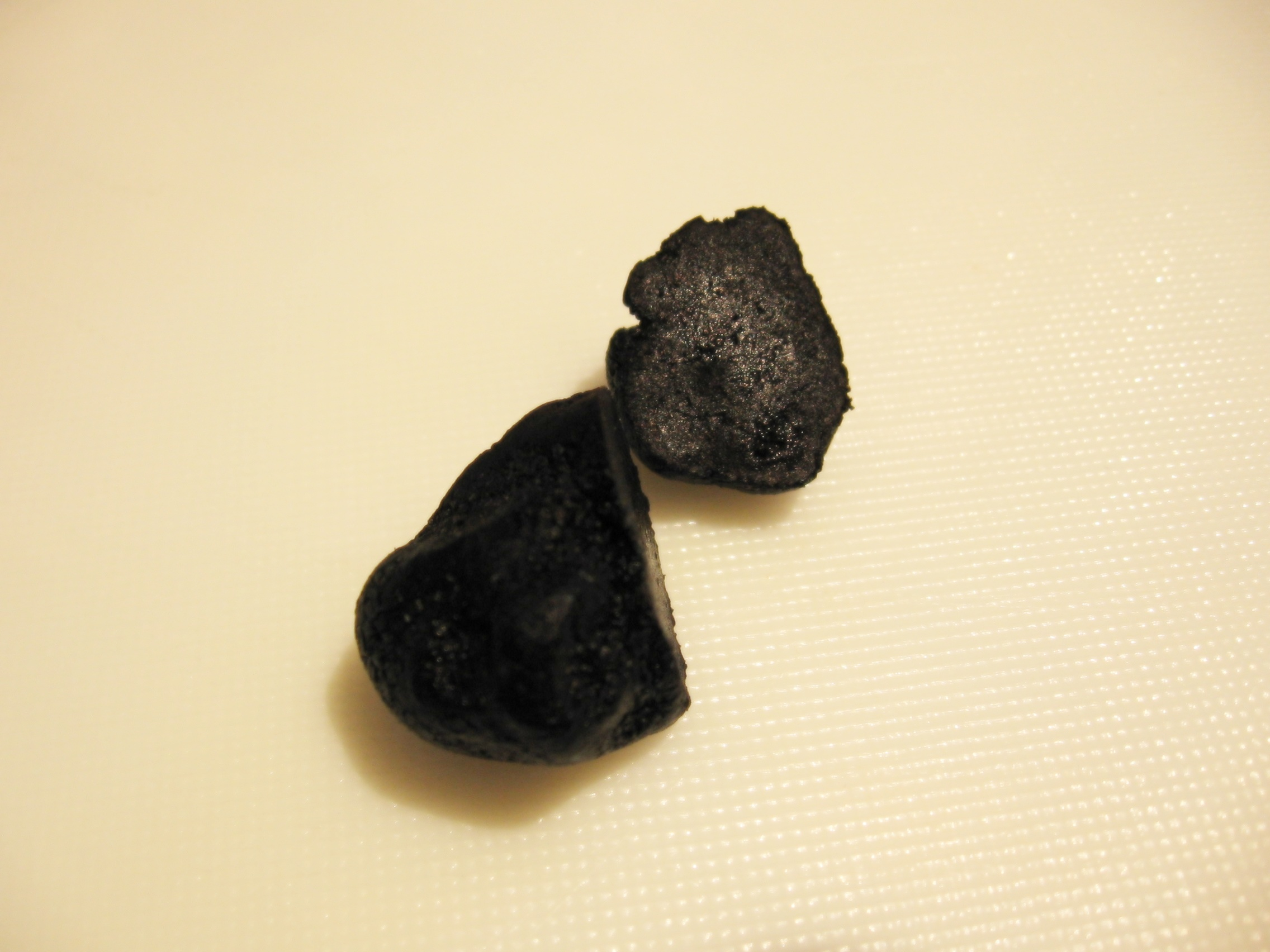
Tuber indicum
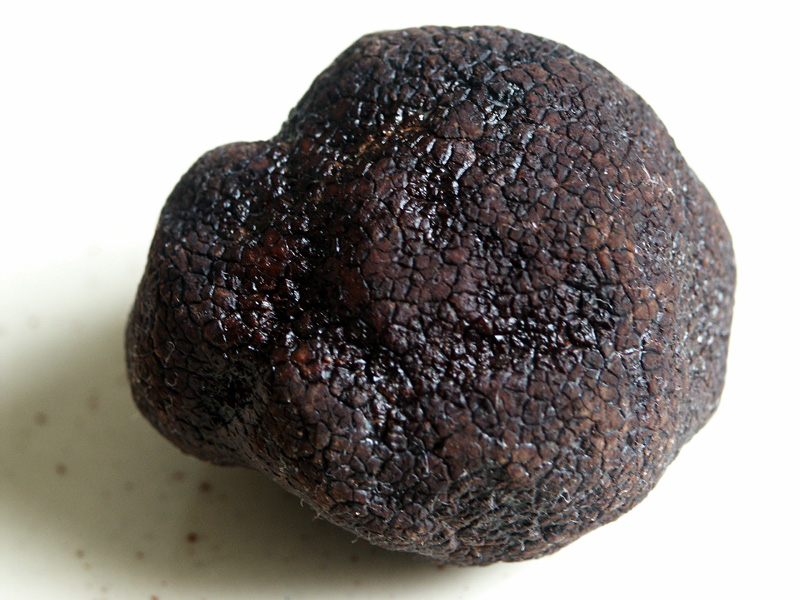
Tuber melanosporum
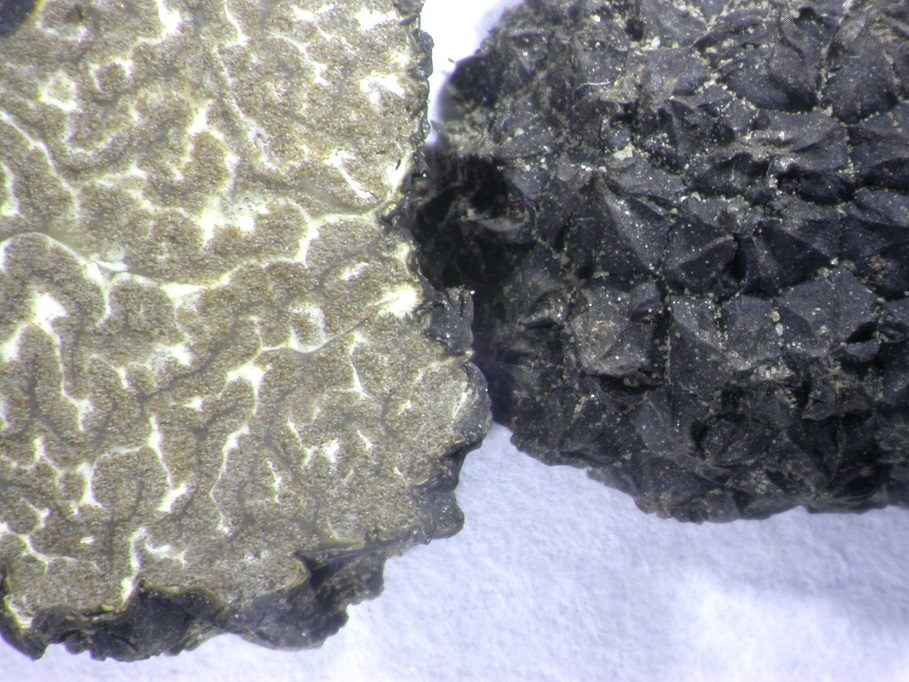
Tuber mesentericum
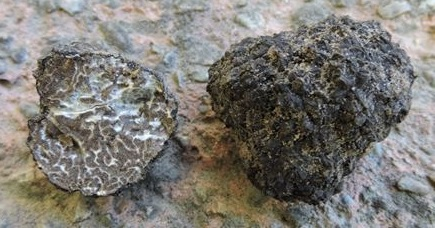
Tuber uncinatum

## Valorificare
Trufa usturoiată are o valoare gastronomică deosebită, fiind o trufă la mare căutare. Datorită faptului că producția este mică și inconstantă se valorifică destul de greu. După ce are un miros și gust aproape similar cu cel al prețuitului Tuber magnatum, poate fi folosită în bucătărie și consumată asemănător. Se spune că gurmanzi adevărați ar prefera acest soi ras sau tăiat peste paste făinoase, bruschetă, rizoto sau mămăligă cu unt.

## Bibiliografie
- Bruno Cetto, volumele 1-7
- J. E. și M. Lange: „BLV Bestimmungsbuch - Pilze”, Editura BLV Verlagsgesellschaft, München, Berna Viena 1977, p. 116, ISBN 3-405-11568-2
- Hans E. Laux: „Der große Pilzführer, Editura Kosmos, Halberstadt 2001, ISBN 978-3-440-14530-2
- Gustav Lindau, Eberhard Ulbrich: „Die höheren Pilze, Basidiomycetes, mit Ausschluss der Brand- und Rostpilze”, Editura  J. Springer, Berlin 1928
- Meinhard Michael Moser: „Kleine Kryptogamenflora der Pilze – vol. II a.: „Höhere Phycomyceten und Ascomyceten”, Editura Gustav Fischer, Jena 1963